# Lucia Venegas
Lucila Venegas (1981. január 6. –) mexikói nemzetközi női labdarúgó-játékvezető. Teljes neve Lucila Venegas Montes.

## Pályafutása
A FEMEXFUT Játékvezető Bizottságának (JB) minősítésével az Ascenso MX, majd a Liga MX játékvezetője. A nő labdarúgó-bajnokságban kiemelten foglalkoztatott bíró. Küldési gyakorlat szerint rendszeres 4. bírói, illetve alapvonalbírói szolgálatot is végez.
A Mexikói labdarúgó-szövetség JB terjesztette fel nemzetközi játékvezetőnek, a Nemzetközi Labdarúgó-szövetség (FIFA) 2008-tól tartja nyilván női bírói keretében. A CONCACAF JB besorolásával elit kategóriás játékvezető. A FIFA JB központi nyelvei közül a spanyolt beszéli. Több nemzetek közötti válogatott (Női labdarúgó-világbajnokság, Algarve-kupa), valamint klubmérkőzést vezetett, vagy működő társának 4. bíróként segített.
A 2012-es U20-as női labdarúgó-világbajnokságon a FIFA JB hivatalnokként foglalkoztatta.
| Időpont             | Helyszín                                | Mérkőzés típusa              | Mérkőzés              | Eredmény | Nézők száma |
| ------------------- | --------------------------------------- | ---------------------------- | --------------------- | -------- | ----------- |
| 2012. augusztus 20. | Kobe Universiade Memorial Stadion, Kóbe | csoportmérkőzés (C. csoport) | Észak-Korea–Norvégia  | 4 – 2    | 3468        |
| 2012. augusztus 22. | Urawa Komaba Stadion, Szaitama          | csoportmérkőzés (B. csoport) | Olaszország–Dél-Korea | 0 – 2    | 2539        |
| 2012. szeptember 2. | Olimpiai Stadion, Tokió                 | egyik elődöntő               | Japán–Németország     | 0 – 3    | 28 306      |

A 2014-es U17-es női labdarúgó-világbajnokságon a FIFA JB bíróként alkalmazta.
| Időpont           | Helyszín                                | Mérkőzés típusa              | Mérkőzés                | Eredmény | Nézők száma |
| ----------------- | --------------------------------------- | ---------------------------- | ----------------------- | -------- | ----------- |
| 2014. március 15. | Nemzeti Stadion, San José               | csoportmérkőzés (A. csoport) | Olaszország–Zambia      | 2 – 0    | 34 453      |
| 2014. március 22. | Alejandro Morera Soto Stadion, Alajuela | csoportmérkőzés (B. csoport) | Észak-Korea–Németország | 4 – 3    | 5863        |
| 2014. április 4.  | Nemzeti Stadion, San José               | döntő                        | Japán–Spanyolország     | 2 – 0    | 29 814      |

A 2015-ös női labdarúgó-világbajnokságon a FIFA JB hivatalnokként foglalkoztatta. Selejtező mérkőzéseket a CONCACAF zónában vezetett. A FIFA JB 2015 márciusában nyilvánosságra hozta annak a 29 játékvezetőnek (22 közreműködő valamint 7 tartalék, illetve 4. bíró) és 44 asszisztensnek a nevét, akik közreműködhettek Kanadában a  női labdarúgó-világbajnokságon. A kijelölt játékvezetők és asszisztensek 2015. június 26-án Zürichben, majd két héttel a világtorna előtt Vancouverben vettek rész továbbképzésen, egyben végrehajtották a szokásos elméleti és fizikai Cooper-tesztet. Selejtező mérkőzéseket az CONCACAF zónában irányított. Világbajnokságon vezetett mérkőzéseinek száma: 3. 
| Időpont           | Helyszín                                       | Mérkőzés típusa                     | Mérkőzés                                 | Eredmény | Nézők száma |
| ----------------- | ---------------------------------------------- | ----------------------------------- | ---------------------------------------- | -------- | ----------- |
| 2014. október 20. | Robert F. Kennedy Memorial Stadion, Washington | (2015 vb) előselejtező (A. csoport) | Trinidad és Tobago–Guatemala             | 2 – 1    |             |
| 2014. október 26. | PPL Park Stadion, Chester                      | (2015 vb) előselejtező döntő        | Costa Rica–Amerikai Egyesült Államok     | 0 – 6    |             |
| 2015. június 8.   | BC Place Stadion, Vancouver                    | csoportmérkőzés (C. csoport)        | Japán–Svájc                              | 1 – 0    | 25 942      |
| 2015. június 16.  | Commonwealth Stadion, Edmonton                 | csoportmérkőzés (D. csoport)        | Ausztrália–Svédország                    | 1 – 1    | 10 177      |
| 2015. június 23.  | BC Place Stadion, Vancouver                    | egyik nyolcaddöntő                  | Japán női labdarúgó-válogatott–Hollandia | 2 – 1    | 28 717      |

A 2016. évi nyári olimpiai játékokon a FIFA JB bírói szolgálatra jelölte.
| Időpont             | Helyszín                                        | Mérkőzés típusa              | Mérkőzés                                                      | Eredmény | Nézők száma |
| ------------------- | ----------------------------------------------- | ---------------------------- | ------------------------------------------------------------- | -------- | ----------- |
| 2016. augusztus 6.  | Estádio Olímpico João Havelange, Rio de Janeiro | csoportmérkőzés (E. csoport) | Brazília–Svédország                                           | 5 – 1    | 43 384      |
| 2016. augusztus 9.  | Arena Fonte Nova, Salvador da Bahia             | csoportmérkőzés (G. csoport) | Új-Zéland–Franciaország                                       | 0 – 3    | 7350        |
| 2016. augusztus 16. | Maracanã Stadion Stadion, Rio de Janeiro        | egyik elődöntő               | Brazil női labdarúgó-válogatott–Svéd női labdarúgó-válogatott | 0 – 0    | 70 450      |

A 2012-es Algarve-kupa labdarúgó tornán a FIFA JB játékvezetőként vette igénybe szolgálatát. 
| Időpont           | Helyszín                | Mérkőzés típusa              | Mérkőzés                                | Eredmény |
| ----------------- | ----------------------- | ---------------------------- | --------------------------------------- | -------- |
| 2012. február 29. | Városi Stadion, Parchal | csoportmérkőzés (B. csoport) | Japán női labdarúgó-válogatott–Norvégia | 2 – 1    |
| 2012. március 5.  | Városi Stadion, Lagos   | csoportmérkőzés (A. csoport) | Kína–Izland                             | 0 – 1    |

A Nemzetközi Labdarúgás-történeti és -statisztikai Szövetség (International Federation of Football History & Statistics) (IFFHS) a 2014-es év szakmai eredményessége alapján az év tíz legjobb női labdarúgó-játékvezetője közé rangsorolta. 2014-ben Jamagisi Szacsiko mögött a 9. helyen végzett.